# Vienna (Nueva Jersey)
Vienna es un lugar designado por el censo ubicado en el condado de Warren en el estado estadounidense de Nueva Jersey. En el año 2010 tenía una población de 303 habitantes y una densidad poblacional de 90 personas por km².

## Geografía
Vienna se encuentra ubicado en las coordenadas 40°52′8″N 75°53′49″O / 40.86889, -75.89694.

## Demografía
Según la Oficina del Censo en 2000 los ingresos medios por hogar en la localidad eran de $70,000 y los ingresos medios por familia eran $71,600. Los hombres tenían unos ingresos medios de $50,729 frente a los $33,229 para las mujeres. La renta per cápita para la localidad era de $27,688. Alrededor del 1.4% de la población estaba por debajo del umbral de pobreza.